# Josef Šlehofer
Josef Šlehofer (ur. 29 kwietnia 1899 w Pradze, zm. w 1980 tamże) – czechosłowacki lekkoatleta, chodziarz.
Reprezentant kraju podczas igrzysk olimpijskich w Antwerpii (1920). Nie ukończył eliminacyjnego chodu na 10 kilometrów, a w chodzie na 3000 metrów, także podczas eliminacji, został zdyskwalifikowany.

## Rekordy życiowe
- Chód na 3000 metrów – 14:01,2 (1933)
- Chód na 10 kilometrów – 49:05,6 (1924)